# Коротнево (Вологодская область)
Коротнево — деревня в Череповецком районе Вологодской области.
Входит в состав Воскресенского сельского поселения, с точки зрения административно-территориального деления — в Воскресенский сельсовет.
Расстояние по автодороге до районного центра Череповца — 29 км, до центра муниципального образования Воскресенского — 7 км. Ближайшие населённые пункты — Поповское, Частобово, Васильевское.
По переписи 2002 года население — 6 человек.